# ヴェルテ＝ミニョン

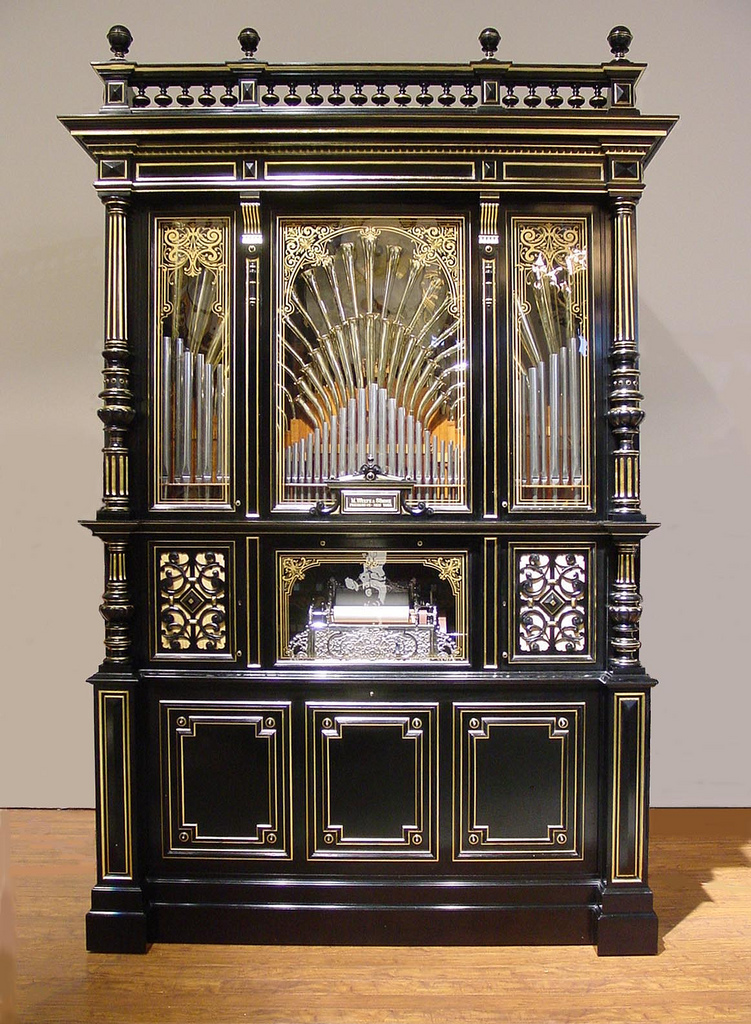
ヴェルテ・コンサート・オーケストリオン、6型、198番（1895年）。

M.ヴェルテ・アンド・サンズ、フライブルク・アンド・ニューヨーク（M. Welte & Sons, Freiburg and New York）は、オーケストリオン、オルガン、自動ピアノの製造会社。ミヒャエル・ヴェルテ（1807年-1880年）により1832年にフェーレンバッハで設立された。

## 概要
1832年から1932年にかけ、ヴェルテ＝ミニョン社は最高品質の自動演奏楽器を世に送り出していた。創設者であるミヒャエル・ヴェルテとこの会社は、1850年代から高い技術力とオーケストリオンの製造で際立っており、名声は20世紀初頭まで続いた。
1872年に会社は郊外のフェーレンバッハの町のシュヴァルツヴァルトから敷地を移し、フライブルクの主要鉄道駅直下に新たに開かれた新しい工業団地へと移転した。装置の演奏機構を、壊れやすい木製の突起付きシリンダーから穴の開いた紙ロールに変更したことは、画期的な技術革新であった。1883年にミヒャエルの長男で1865年にアメリカ合衆国へ移住していたエミール・ヴェルテ（1841年-1923年）が、紙ロール（ミュージック・ロール）に関する特許を取得しており、これが後のピアノ・ロールの原型になった。1889年にはこの技術はさらに洗練されたものとなり、特許により保護された。後年、ヴェルテは他社にもライセンス提供されたこの新しい技術を使用した装置しか製造しなくなった。ニューヨークとモスクワにも支社を置き、世界中に販売員を展開してヴェルテは社名を轟かせた。
自動演奏の分野での発明により既に知られていたヴェルテは、1904年にヴェルテ＝ミニョン自動ピアノを投入した。「これはある演奏のテンポ、フレージング、強弱、ペダリングを自動で再現する装置で、当代のプレイヤー・ピアノがそうであるように単に音符を奏でるだけではない」。この製品は1904年9月のライプツィヒ・メッセで展示される。1905年3月には「ロール制御のオーケストリオン製造者、フーゴー・ポッパーのショールームで」披露されてさらなる知名度を獲得する。1906年までにはアメリカ合衆国へも輸出され、フォイリッヒやスタインウェイ・アンド・サンズによってピアノへ導入された。エトヴィン・ヴェルテ（1876年-1958年）と彼の義理の兄弟であったカール・ボッキッシュ（1874年-1952年）のこの発明の結果、当時の技術で可能な限りいきいきとピアニストの演奏を録音、再現できるようになったのであった。

## ヴェルテ・フィルハーモニック・オルガン

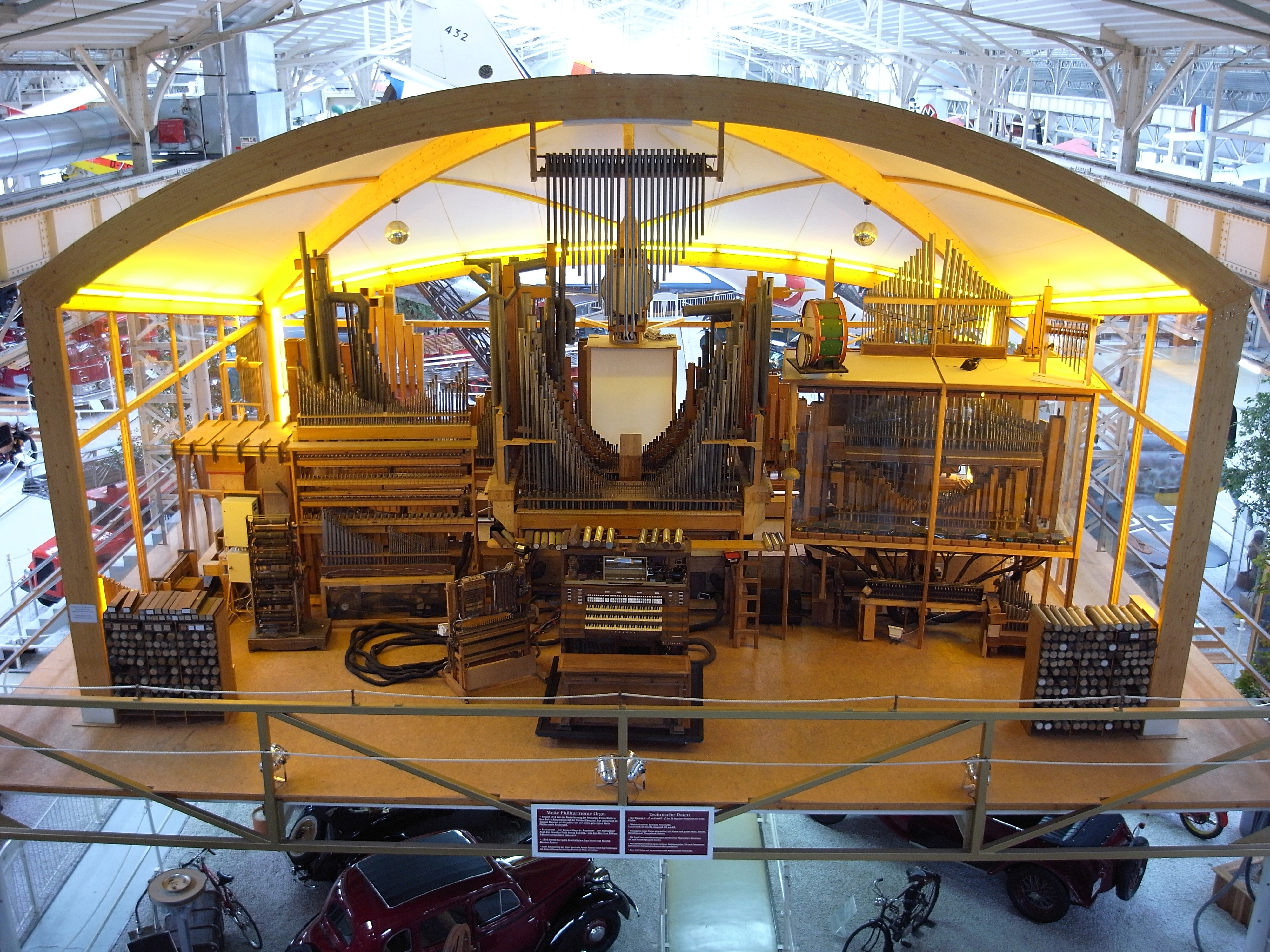
ヴェルテのフィルハーモニック・オルガン。

1911年から、「ヴェルテ・フィルハーモニック・オルガン」と銘打たれたオルガン用の同種のシステムの生産が行われた。アルフレッド・ホリンズ、ウジェーヌ・ジグー、マックス・レーガーなど、当時のヨーロッパの著名なオルガニスト兼作曲家がこのオルガンへの録音風景を写真に遺しており、エドウィン・ルメア、クラレンス・エディ、ジョゼフ・ボネといった傑出したオルガニストも録音を行っている。フィルハーモニック・オルガンの中でも最大のものは、マーカースタディ・グループのサロモンズ・エステートに建造された1台である。このオルガンは1914年にデイヴィッド・ライオネル・サロモンズ（英語版）が作らせたもので、オルガン用の紙ロールで演奏するだけでなく、彼が1900年から所有してこのオルガンのために下取りに出したヴェルテのオーケストリオン10番の演奏もする装置だった。デスヴァレーのスコッティズ・キャッスル博物館ではこうしたオルガンのひとつを見学でき、通常の博物館ツアーの間は常時演奏されている。客船ブリタニック号の船内設置用として製造された個体は、第一次世界大戦が開戦したため、（ブリタニック号の建造地の）ベルファストまで運ぶことができなかった。この個体、通称「ブリタニック・オルガン」は、スイス・ゾロトゥルン州のゼーヴェンにあるスイス国立博物館に収蔵されており、その演奏を聴くことができる。

ヴェルテ＝ミニョン社製自動オルガンでの録音風景
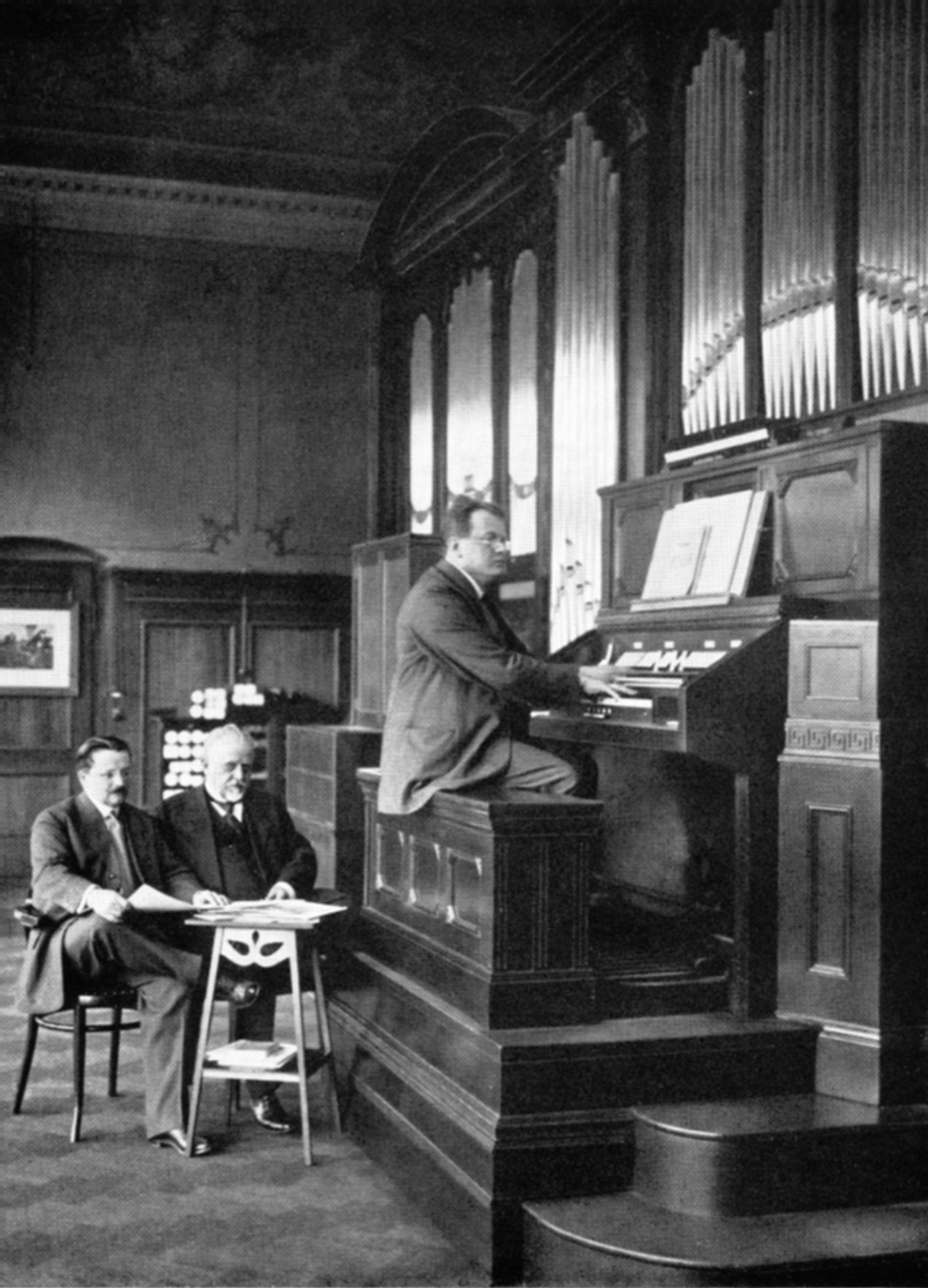
マックス・レーガー
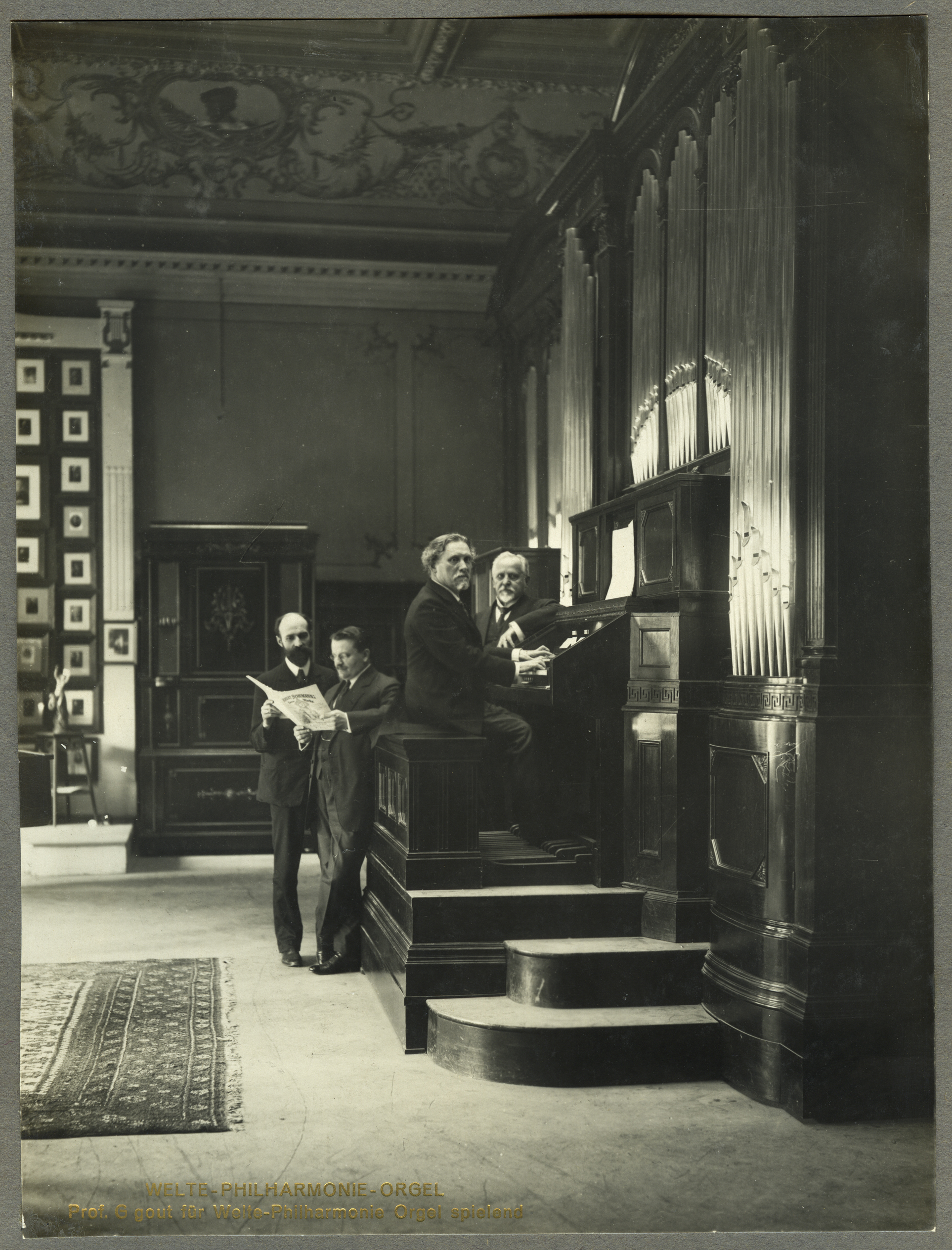
ウジェーヌ・ジグー
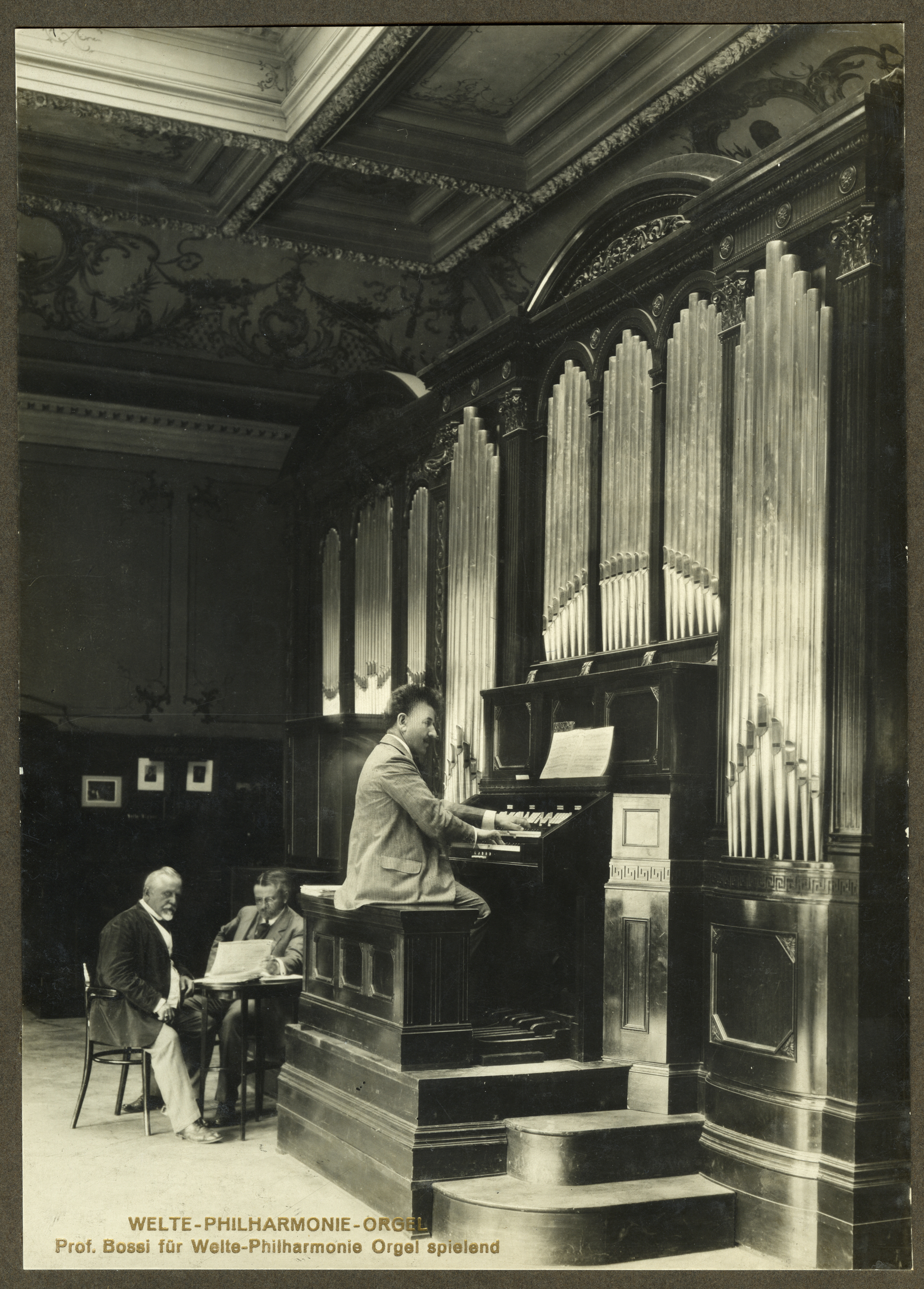
マルコ・エンリコ・ボッシ

## ヴェルテ Inc.

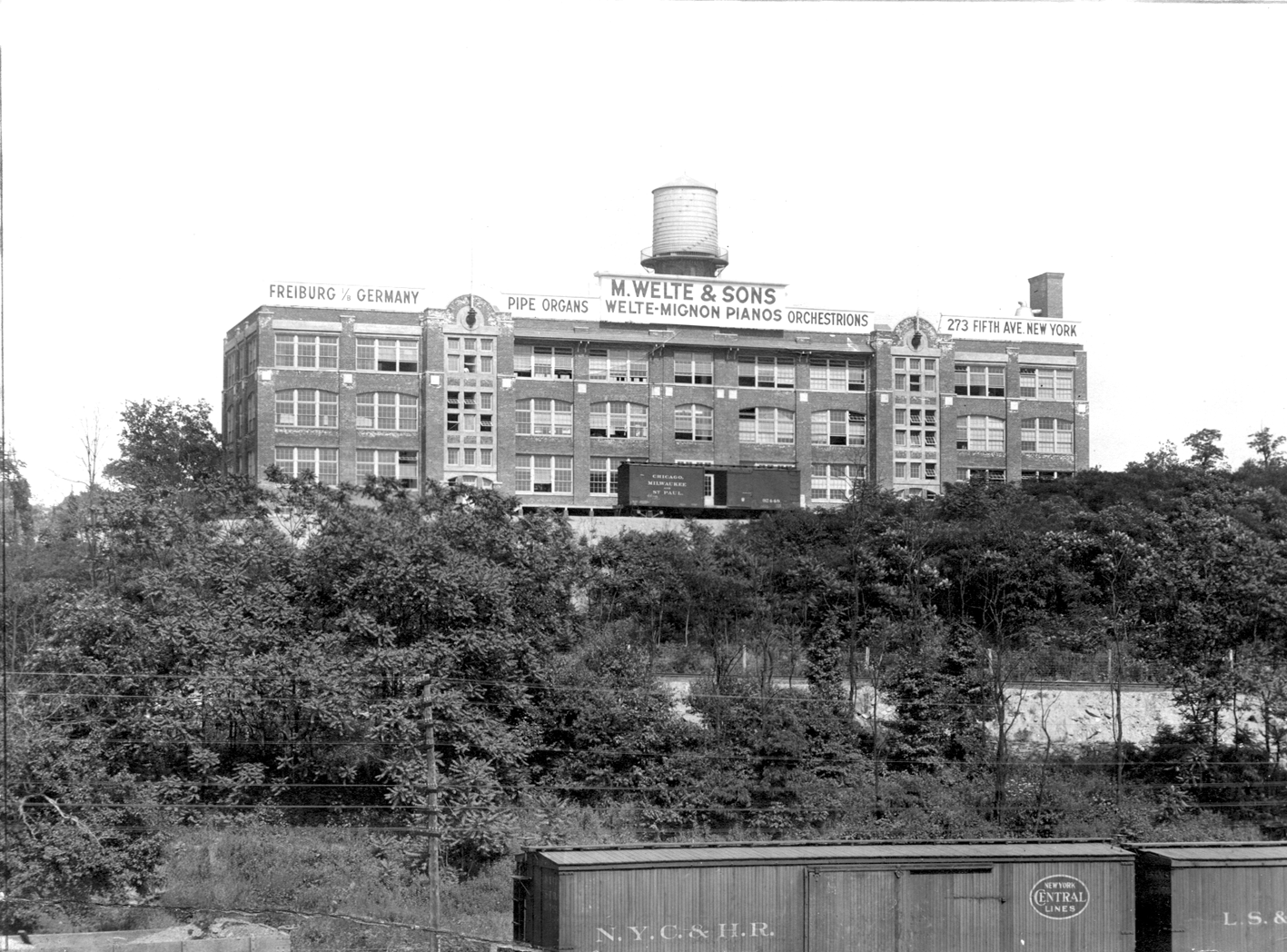
ヴェルテ・アンド・サンズのポキプシー工場建屋、1912年。現在はセントラル・ハドソン・ガス＆電気会社が入居している。

1912年、新会社「M.ヴェルテ・アンド・サンズ Inc.」が設立され、新たな工場がニューヨーク州ポキプシーに建設された。株主は主に米国とドイツにいる創業家のメンバーであったが、エトヴィンの義理の兄弟となったバーニー・ドレイファスも名を連ねていた。
第一次世界大戦中に敵国資産管理法が施行された結果、会社は米国支社と全ての米国特許を失うことになった。これにより会社は大きな経済的苦境に陥った。後の世界恐慌と1920年代からのラジオ、電子再生機器の大量生産により、高価な楽器とその製造会社はほとんど活動停止に追い込まれた。似たような製品を販売していたアメリカン・ピアノ・カンパニーやデュオ＝アートもこの頃に表舞台から姿を消し始めていた。

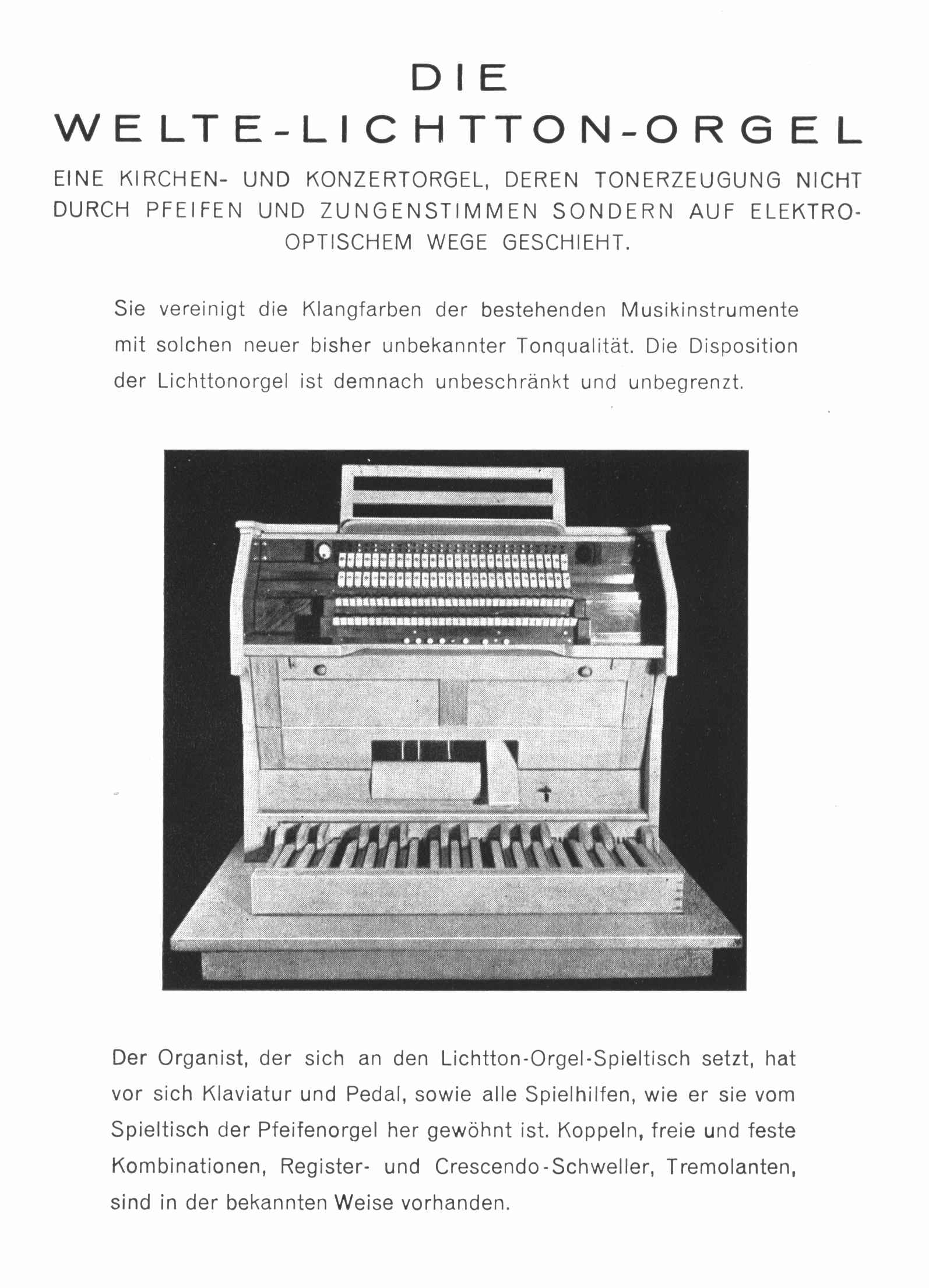
発光機構付きオルガン。

1919年にヴェルテは映画館向きのシアター・オルガンの製造にも乗り出した。1927年頃にトーキーが登場するとこうしたオルガンへの需要もしぼんでいき、1931年にはこの種類の楽器の製造は厳しく削減された。最後の大型シアター・オルガンはハンブルクの北ドイツ放送に注文生産で納入された1台であり、これは現在も現役で演奏されている。博物館などでは他の多くのヴェルテ製のシアター・オルガンが保管されている。
1932年にはカール・ボッキッシュが単独の経営者となっていたヴェルテ社は辛うじて破産を免れている状況で、教会やその他の用途向けの特製オルガンの製造に集中するようになった。
エトヴィン・ヴェルテの最後のプロジェクトとなったのは発光機構を備えた電子オルガンであった。この楽器では初めてアナログサンプリングされた音が使用された。1936年にこのタイプのオルガンを披露するコンサートがベルリン・フィルハーモニーで開催された。こうしたオルガンの製造はテレフンケン社と共同で進められていたが、発明者のエトヴィン・ヴェルテがユダヤ人のベティー・ドレイファスと結婚していたことから、ナチス政府に差し止められてしまう。
1944年にはフライブルクの工業団地が爆撃され、完全に破壊された。これにより、厳重に守られてきた会社の機密が消滅したかに思われ、録音機材や録音技術も完全に失われたかに見えた。しかし、近年になって米国でヴェルテ・フィルハーモニック・オルガン用の録音機材と文書の一部が発見されている。これによって理論的には録音過程を再現することが可能となった。フライブルクのアウグスティーナー博物館には、第二次世界大戦の戦禍を逃れた社の遺産が保管されている。

## メディア
- オシップ・ガブリロヴィッチ：ブラームスの4つの小品 作品119より第3曲 間奏曲 ハ長調、1905年7月4日、ヴェルテ＝ミニョンでの演奏。 listen[ヘルプ/ファイル]
- アルトゥル・ニキシュ：ブラームスの『ハンガリー舞曲』第5番、1906年2月9日、ヴェルテ＝ミニョンでの演奏。 listen[ヘルプ/ファイル]
- ガブリエル・フォーレ：自作のパヴァーヌ 作品50、1913年[7]。
- ハンナ・フォーレンホーフェン：Mon Reveを演奏[8]。

### 論文
- (ドイツ語) Das Welte-Mignon-Klavier, die Welte-Philharmonie-Orgel und die Anfänge der Reproduktion von Musik by Peter Hagmann (1984)